# Devachuli
Devachuli – gaun wikas samiti w zachodniej części Nepalu w strefie Lumbini w dystrykcie Nawalparasi. Według nepalskiego spisu powszechnego z 2001 roku liczył on 1119 gospodarstw domowych i 7006 mieszkańców (3710 kobiet i 3296 mężczyzn).